# 화성나래학교
화성나래학교는 경기도 화성시에 있는 공립 특수학교이다.

## 연혁
- 2016년 3월 1일 : 개교